# مستشفى الكرك الحكومي
مستشفى الكرك الحكومي تم إنشائه عام 1992 بتمويل من الحكومة الإيطالية بتكلفة 13 مليون دولار، وقد بوشِر العمل به بتاريخ 15 يوليو 1996. أقيم المستشفى على قطعة أرض مساحتها 132 دونم، وتبلغ مساحة البناء 6500 متر.
يقع مستشفى الكرك الحكومي في المنطقة الشرقية لمدينة الكرك ويبعد عن مركز المدينة حوالي 10 كيلومترات.

## الخدمات الطبية المقدمة واقسام المستشفى
يقدم المستشفى خدماته الطبية في مختلف فروع الطب والجراحة، ويحتوي على عدة أقسام.
- قسم الجراحة: يضم الجراحة العامة والخاصة بسعة 32 سرير
- قسم الباطني: يضم قسم باطني نساء وباطني رجال بسعة 32 سرير
- قسم النسائية والتوليد: يضم 28 سرير وغرفة ولادة
- وحدة غسيل الكلى: بسعة 18 سرير
- قسم العناية الحثيثة: بسعة 18 سرير
- قسم الأطفال: بسعة 32 سرير
- قسم الإسعاف والطوارئ: بسعة 26 سرير
- قسم الخداج: بسعة 21 حاضنة
- عيادات الاختصاص: 15 عيادة
- قسم الاشعة والتصوير الصبقي وتصوير الرنين
- قسم الصيدلة الرئيسية (صيدلية الطوالاء وصيدلية عيادة الاختصاص والمستهلك الطبي)
- قسم صيانة الاجهزة الطبية
- قسم المختبر وبنك الدم
- وحدة تنظير الجهاز الهضمي
- قسم العلاج الطبيعي
- قسم العمليات (ثلاث غرف عمليات)[2]